# Artère stylo-mastoïdienne
L'artère stylo-mastoïdienne est une artériole systémique paire de la tête. Elle vascularise  la cavité tympanique, l'antre tympanique, les cellules mastoïdiennes et les canaux semi-circulaires.

## Origine
L'artère stylo-mastoïdienne est une branche de l'artère auriculaire postérieure.

### Variations anatomiques
Elle peut naître de l'artère occipitale.

## Trajet
L'artère stylo-mastoïdienne pénètre dans le foramen stylo-mastoïdien et suit le nerf facial dans le canal du nerf facial.
Elle donne plusieurs rameaux vascularisant 
- la paroi postérieure de l'antre tympanique,
- l'antre mastoïdien et les cellules mastoïdiennes,
- les canaux semi-circulaires de l'oreille interne.

Chez le sujet jeune, une branche de ce vaisseau forme, avec l'artère tympanique antérieure du maxillaire interne, un cercle vasculaire, qui entoure la membrane tympanique, et à partir duquel des vaisseaux se ramifient sur cette membrane.
Elle s'anastomose avec la branche pétreuse superficielle de l'artère méningée moyenne.